# Stannis Baratheon
Stannis Baratheon és un personatge fictici de la saga literària Cançó de gel i de foc de l'escriptor George R. R. Martin. La seva primera aparició és al llibre Xoc de reis, on apareix com a pretenent al Tron de Ferro després de la mort del seu germà gran Robert Baratheon. La seva proclamació rep pocs suports; tanmateix, comptarà amb l'ajuda d'una misteriosa sacerdotessa anomenada Melisandre.
A l'adaptació televisiva d'HBO, Game of Thrones, és interpretat per l'actor Stephen Dillane.

## Concepció i disseny
L'Stannis és representat com el mitjà dels tres germans Baratheon: Robert, Stannis i Renly. No es tenen gaires dades sobre la personalitat i la forma de ser de l'Stannis, car els llibres no en donen gaires detalls i no es tenen capítols des del seu punt de vista. Tanmateix, els personatges descriuen l'Stannis com un home esquerp, mancat totalment de sentit de l'humor, amb un ferri sentit de la justícia i del deure, a més d'un experimentat comandant militar.
L'Stannis es mostra com un home que ja des de la seva infantesa patí un gran complex d'inferioritat respecte del seu germà Robert, el qual ell mateix reconeix que el superava en tot, d'altra banda, el seu germà petit Renly era més carismàtic que ell i sempre fou el focus d'atenció per als altres. L'Stannis, a diferència dels seus dos germans, ni era atractiu ni posseïa el carisma per atreure partidaris, però era competent i lleial, la qual cosa no li valgué per guanyar-se l'estima del seu germà gran quan pujà al tron, al contrari, durant tota la seva vida havia menyspreat el seu germà Stannis. En morir en Robert, l'Stannis assumeix el paper com l'hereter després de proclamar els fills d'en Robert amb la Cersei Lannister com bastards, però tal com el personatge afirma, no ho fa per ambició, sinó perquè és el seu deure.

## Història

### Abans de la saga
L'Stannis Baratheon fou el segon fill de Lord Steffon Baratheon, Senyor de Rompent de Tempestes, i de Lady Cassana Estermont. Essent nen, observà com la nau on anaven els seus pares s'enfonsava enmig d'una tempesta; d'aleshores ençà, l'Stannis afirmà haver perdut la fe en els déus. Ja aleshores es deia que l'Stannis era seriós i adust.
Quan esclatà la Rebel·lió de Robert, en Robert nomenà l'Stannis castellà de Rompent de Tempestes. L'Stannis resistí un setge de gairebé un any per part de la Casa Tyrell que havia romàs lleial al Tron de Ferro. Ell i la seva guarnició resistiren en condicions desesperades, arribant fins i tot a menjar gossos i rates per sobreviure. Finalment un contrabandista anomenat Davos Seaworth trencà el bloqueig marítim dels Tyrell i portà provisions al bastió, la qual cosa permeté a l'Stannis i als seus homes resistir fins que l'Eddard Stark acabà amb el setge. Per recompensar en Davos, l'Stannis li atorgà el títol de ser i terres, però també li tallà les falanges de la mà esquerra, afirmant que una bona acció no en netejava una de dolenta, i viceversa.
En Robert encarregà a l'Stannis que viatgés a la fortalesa de Roacdrac, on s'amagaven els darrers supervivents de la Casa Targaryen, els germans Viserys i la Daenerys Targaryen. Per quan l'Stannis hi arribà, els nens ja havien fugit a Braavos i en Robert culpà l'Stannis de llur fugida, si bé ell no podria haver fet res per evitar-ho. En Robert nomenà l'Stannis com Senyor de Rocadrac i el seu germà Renly Senyor de Rompent de Tempestes, cosa que l'Stannis prengué com un insult, car ell era el legítim senyor de la fortalesa ancestral de la Casa Baratheon. En Robert també nomenà l'Stannis com a conseller de Vaixells dins del seu Consell Privat. En esclatar la Rebel·lió Greyjoy, l'Stannis fou l'encarregat de liderar l'atac sobre l'illa de Gran Wyk. Per aquella època també contragué matrimoni amb la Selyse Flornet, però durant el casament, el seu germà Robert desflorí una de les cosines de la Selyse al llit de noces, la qual cosa l'Stannis prengué com una ofensa més.
L'Stannis començà a investigar els fills del seu germà Robert amb la reina Cersei Lannister juntament amb la Mà del Rei, Jon Arryn. Tots dos descobriren que els fills d'en Robert eren en realitat bastards, però Lord Arryn morí abans de poder donar a conèixer les seves sospites al rei Robert. Després de la mort d'en Jon Arryn, i bo i creient que havia estat assassinat, l'Stannis fugí a Rocadrac juntament amb la seva família.

### Xoc de reis
L'Eddard Stark, Mà del Rei d'en Robert després de la mort d'en Jon Arryn, proclama els fills d'en Robert com bastards i que l'Stannis és el legítim hereter, per la qual cosa és arrestat i executat per ordre del nou rei, Joffrey Baratheon. Aleshores, l'Stannis comença a ser influenciat per una sacerdotessa anomenada Melisandre, la qual proclama que l'Stannis és un llegendari heroi anomenat Azor Ahai renascut. L'Stannis adopta la Fe de R'hllor, causant així una divisió entre els seus homes.
L'Stannis es proclama com Rei dels Set Regnes i declara com traïdors tots aquells que no ho facin, però amb prou feines aconsegueix el suport d'unes poques cases. L'Stannis parteix cap a Rompent de Tempestes, on el seu germà Renly és proclamat rei per les cases de les Terres de Tempestes i del Domini. Les negociacions entre l'Stannis i en Renly fracassen i llavors la Melisandre dona a llum una ombra amb l'aspecte de l'Stannis que mata en Renly. Amb Rompent de Tempestes sota el seu control, l'Stannis decideix partir cap a Port Reial. Els homes de l'Stannis tracten de prendre la capital, produint-se la Batalla de l'Aigüesnegres. La flota de l'Stannis és destruïda amb foc valyrià però ell i les seves hosts aconsegueixen desembarcar i assetjar les muralles. Quan semblava que la ciutat cauria, les cases Lannister i Tyrell ataquen per la rereguarda l'Stannis i el derroten. Es refugia a Rocadrac, sense homes ni flota.

### Tempestes d'espases
A Rocadrac, l'Stannis hi ordena cremar la seva Mà del Rei, Lord Alester Florent, per traïció, i després nomena en Davos Seaworth com la seva nova Mà. Després de rebre una carta de la Guàrdia de la Nit, en Davos insta l'Stannis a partir cap al Mur on podrà guanyar suports entre els senyors del nord.
L'Stannis ajuda la Guàrdia a derrotar els salvatges d'en Mance Rayder a la Batalla del Castell Negre. L'Stannis s'instal·la al Mur juntament amb la seva dona, la seva filla i la Melisandre.

### Dansa amb dracs
L'Stannis amb prou feines aconsegueix suports entre els senyors del nord, únicament la Casa Karstark li jura lleialtat (però secretament ho fa a la Casa Bolton). L'Arnolf Karstark, castellà de Bastió Kar, recomana a l'Stannis atacar Fort del Terror, el bastió de la Casa Bolton, però convençut per en Jon Neu, decideix atacar Boscpregon. L'Stannis captura el bastió derrotant els homes del Ferro que el custodiaven, el retorna a la Casa Glover i aquesta li jura lleialtat, així com la Casa Mormont i una part de la Casa Umber. L'Asha Greyjoy, que encapçalava la guarnició de Boscpregon, és capturada.
L'Stannis decideix atacar aleshores Hivèrnia on es trobava en Ramsay Neu, el bastard legitimat d'en Roose Bolton. De camí a Hivèrnia, l'exèrcit de l'Stannis pateix els estralls del fred i de la fam, però capturen en Theon Greyjoy, que ha escapat de les urpes dels Bolton. Posteriorment, en una carta que en Ramsay envia al Lord Comandant Jon Neu, afirma haver derrotat l'Stannis i les seves hosts i que aquests moriren al setge d'Hivèrnia.